# ستانلي مازور
ستانلي مازور (بالإنجليزية: Stanley Mazor)‏ (و. 1941 – م) هو رياضياتي، وعالِم حاسب آلي، ومهندس من الولايات المتحدة الأمريكية . ولد في شيكاغو .

## التعليم
تعلم في جامعة سان فرانسيسكو الحكومية